# Kanton Compiègne-Sud-Ouest
Kanton Compiègne-Sud-Ouest (fr. Canton de Compiègne-Sud-Ouest) byl francouzský kanton v departementu Oise v regionu Pikardie. Skládal se ze 6 obcí. Zrušen byl po reformě kantonů 2014.

## Obce kantonu
- Armancourt
- Compiègne (část)
- Jaux
- Jonquières
- Le Meux
- Venette